# Отважные альпинисты (мультфильм)
«Отважные альпинисты» — советский рисованный мультипликационный фильм 1950 года, первый цветной фильм Тбилисской студии.
Как дружба и спорт помогают в борьбе со злом.

## Сюжет
Отважные альпинисты — Медведь и Тур — отправились покорять горную вершину. Сначала они поехали на поезде. На конечной станции они спасли от злого Грифа и взяли с собой Зайчика. Гриф пытался погубить альпинистов во время восхождения в горы: пару раз пробовал столкнуть их в пропасть, затем спустил на них лавину. Но альпинисты выбрались и набросили на него лассо. Затем они взобрались на вершину горы и поставили флаг. Напевая весёлую песню они отправились домой.

## Создатели
| сценарий                    | Владимир Муджири |
| режиссёры-постановщики      | Владимир Муджири Аркадий Хинтибидзе                                                                                      |
| художник-постановщик        | Михаил Сехниашвили |
| художники-мультипликаторы   | Григорий Чмутов, К. Надирадзе, Т. Асатиани, Н. Шаликашвили, С. Топузис, Борис Стариковский, П. Гиголашвили, В. Джабадари |
| художники-декораторы        | Б. Горгадзе, Е. Хачоян, С. Кашхяни                                                                                       |
| операторы                   | Любовь Квалиашвили Сарра Спарсиашвили                                                                                    |
| композитор                  | А. Кереселидзе |
| звукооформитель             | В. Доленко |
| звукооператор               | Роман Лапинский |
| ассистенты режиссёра        | Борис Стариковский, С. Сулава                                                                                            |
| художественный руководитель | Михаил Чиаурели |

## Переиздания на DVD
Мультфильм неоднократно выпускался на DVD в сборниках мультфильмов:
- «Спортивные сюжеты», сборник мультфильмов № 32, мультфильмы на диске: «Кто первый?» (1950), «Тихая поляна» (1946), «Чемпион» (1948), «Дедушка и внучек» (1950), «Отважные альпинисты» (1950).
- «Отважные альпинисты», дистрибьютор «МАГНАТ», серия «В гостях у сказки», мультфильмы на диске: «Отважные альпинисты» (1950), Кто первый?» (1950), «Тихая поляна» (1946), «Сказка о солдате» (1948), «Полкан и Шавка» (1949), «Храбрый Пак» (1953).
- «Храбрые сердца», дистрибьютор «МАГНАТ», серия «В гости к сказке», мультфильмы на диске: «Орлиное перо» (1946), «Часовые полей» (1949), «Тебе, Москва!» (1947), «Охотничье ружьё» (1948), «Отважные альпинисты» (1950), «Слон и муравей» (1948), «Олень и Волк» (1950), «Скорая помощь» (1949).